# Потіївська сільська рада (Житомирський район)
Поті́ївська сільська́ ра́да — орган місцевого самоврядування Потіївської сільської територіальної громади Житомирського району Житомирської області з розміщенням у селі Потіївка.

## Склад ради

### VIII скликання
Рада складається з 22 депутатів та голови.
25 жовтня 2020 року, на чергових місцевих виборах, було обрано 20 депутатів ради, з них (за суб'єктами висування): самовисування — 10, «Наш край» — 6, «Слуга народу» — 3 та «За майбутнє» — 1.
Головою громади обрали позапартійну висуванку «Європейської Солідарности» Марину Плечко, тимчасово непрацюючу.
28 березня 2021 року, на проміжних виборах, обрано депутатів у 3 та 7 округах, обидва — самовисуванці.

### VII скликання
Перші вибори депутатів ради громади та сільського голови відбулись 25 жовтня 2015 року, одночасно з черговими місцевими виборами. Було обрано 11 — 14-ти депутатів: 10 самовисуванців та один — представник Демократичної партії України.
Головою громади обрали чинного Потіївського сільського голову, самовисуванця Володимира Майструка.
17 січня 2016 року, на проміжних виборах, обрали депутата ради від 7-го одномандатного округу — позапартійну самовисуванку.
22 жовтня 2017 року, на проміжних виборах обрано депутата (позапартійна самовисуванка) від 6-го одномандатного округу.
21 січня 2018 року, на проміжних виборах, обрано депутата від 14-го одномандатного округу. Ним став представник Всеукраїнського об'єднання «Батьківщина».

### Керівний склад попередніх скликань
| Прізвище, ім'я, по батькові      | Основні відомості                                                         | Суб'єкт висування        | Дата обрання | Дата звільнення |
| -------------------------------- | ------------------------------------------------------------------------- | ------------------------ | ------------ | --------------- |
| Лантух Петро Володимирович       | Сільський голова, 1950 року народження                                    |                          | 26.03.2006   | 01.02.2008      |
| Майструк Володимир Олександрович | Сільський голова, 1960 року народження, освіта вища, безпартійний         |                          | 01.06.2008   | 31.10.2010      |
| Майструк Володимир Олександрович | Сільський голова, 1960 року народження, освіта вища, член Народної партії | Самовисування            | 31.10.2010   | 25.10.2015      |
| Майструк Володимир Олександрович | Сільський голова, 1960 року народження, освіта вища, безпартійний         | Самовисування            | 25.10.2015   | 25.10.2020      |
| Плечко Марина Борисівна          | Сільський голова, 1978 року народження, освіта вища, безпартійна          | Європейська Солідарність | 25.10.2020   |                 |

Примітка: таблиця складена за даними сайту Верховної Ради України

## Історія
Створена 1923 року в складі с. Потіївка та колонії Стовпець (Стовпець-Букачі) Облітківської волості Радомисльського повіту Київської губернії. Станом на вересень 1924 року у підпорядкуванні значився хутір Поруби, на 2 лютого 1928 року — х. Науменка, на 1 жовтня 1941 року — х. Вівче, х. Поруби та кол. Стовпець-Букачі не значилася на обліку населених пунктів.
Станом на 1 вересня 1946 року сільська рада входила до складу Потіївського району Житомирської області, на обліку в раді перебували села Вівче та Потіївка.
11 серпня 1954 року, відповідно до указу Президії Верховної ради Української РСР «Про укрупнення сільських рад по Житомирській області», підпорядковано с. Моделів ліквідованої Моделівської сільської ради Потіївського району. 2 вересня 1954 року, відповідно до рішення Житомирського облвиконкому № 1087 «Про перечислення населених пунктів в межах районів Житомирської області», с. Вівче передане до складу Облітківської сільської ради Потіївського району. 7 січня 1963 року, відповідно до рішення Житомирського ОВК № 2 «Про зміну адміністративної підпорядкованості окремих сільських рад і населених пунктів», с. Моделів передане до складу Заньківської сільської ради Черняхівського району. 20 травня 1963 року, відповідно до рішення Житомирського ОВК № 241 «Про зміни в адміністративно-територіальному поділі Малинського та Ємільчинського районів», підпорядковано с. Моделів Заньківської сільської ради Малинського району.
На 1 січня 1972 року сільська рада входила до складу Радомишльського району Житомирської області, на обліку в раді перебували села Моделів та Потіївка.
24 листопада 2015 року знята з обліку як адміністративно-територіальна одиниця. Територію та населені пункти включено до складу Потіївської сільської територіальної громади Радомишльського району Житомирської області.
Входила до складу Потіївського (7.03.1923 р.), Радомишльського (21.01.1959 р., 4.01.1965 р.), Малинського (30.12.1962 р., 8.04.1963) та Черняхівського (7.01.1963 р.) районів.

### Населення
Відповідно до результатів перепису населення СРСР, кількість населення ради станом на 12 січня 1989 року становила 2 358 осіб.
Станом на 5 грудня 2001 року, відповідно до перепису населення України, кількість мешканців сільської ради становила 2 522 особи.